# ProSieben
ProSieben (oft stilisiert zu Pro7) ist ein deutscher Privatsender. Er sendet täglich ein 24-stündiges Fernseh-Vollprogramm, das vor allem durch die Ausstrahlung von Spielfilmen und Fernsehserien bekannt wurde. Der Sender ging aus dem Programm Eureka TV hervor.
ProSieben bildet zusammen mit den Sendern Sat.1, Kabel Eins und sixx sowie weiteren Tochtergesellschaften die ProSiebenSat.1 Media SE, deren Stammaktien sich zu 97,4 Prozent (Stand: Januar 2014) in Streubesitz befinden.
Am 3. September 2013 ging der Ableger ProSieben Maxx an den Start.
In Österreich und der Schweiz ist das reguläre Programm im Kabel aufgrund eigener Programmfenster (ProSieben Austria, ProSieben Schweiz) nur eingeschränkt empfangbar.

## Geschichte

### 1988–1993: Gründung, Umzüge, Kabelkanal
Am 13. Oktober 1988 wurde die ProSieben Television GmbH als Nachfolgerin von Eureka TV gegründet. Gründungsgesellschafter waren Gerhard Ackermans (51 Prozent) und Thomas Kirch (49 Prozent). Man darf annehmen, dass Thomas Kirch dabei aus kartellrechtlichen Gründen als Strohmann seines Vaters Leo Kirch handelte, der damals Anteile am Konkurrenzprogramm Sat.1 hielt. Schon bald übernahm Thomas Kirch den Sender vollständig.
Am 1. Januar 1989 nahm ProSieben (damals noch „Pro 7“) mit täglich neun Stunden Programm seinen Sendebetrieb aus München auf. Gründungsgeschäftsführer war der Südtiroler Georg Kofler. ProSieben beschäftigte damals 70 Mitarbeiter und hatte nach eigenen Angaben eine Reichweite von 2,44 Millionen Zuschauern.
Mit der Aufschaltung des Senders auf den Satelliten DFS-Kopernikus im Juli 1989 wurde die Reichweite ausgebaut. Nach und nach wurde die Sendezeit auf 17 Stunden täglich erhöht, ProSieben erhielt außerdem in München die erste terrestrische Frequenz für einen Privatsender. Am 8. Dezember 1989 kam es zur Aufschaltung des Senders auf den Satelliten Astra 1A.
Am 1. März 1990 zog der Fernsehsender von Schwabing nach Unterföhring bei München um. Zu diesem Zeitpunkt hatte ProSieben 120 Mitarbeiter, seit dem 1. Januar 1990 mit neuem Management. Zwei Monate später kam es zur Fertigstellung der ProSieben-Fernsehstudios in Unterföhring. Seit dem 1. Oktober 1990 strahlt ProSieben sein Programm rund um die Uhr aus.
Im Jahre 1991 wurde die 100-prozentige Tochtergesellschaft Teledirekt GmbH gegründet, die die Verbreitung von Satellitentechnik in Deutschland förderte. Obwohl sich ProSieben zu diesem Zeitpunkt noch in der Verlustzone befand, gründete es 1992 zusammen mit der Deutschen Bundespost TELEKOM den Spartensender Der Kabelkanal, an dem ProSieben zunächst mit 45 Prozent beteiligt war. Da der Sender anfangs nur über Kabelanschluss empfangen werden konnte, sollte er mithelfen, neue Kunden für das Fernsehkabelnetz der Telekom zu gewinnen. 1995 übernahm ProSieben sämtliche Anteile am Kabelkanal und benannte ihn in Kabel 1 um. Nun begann die unverschlüsselte Verbreitung des Programms über den Satelliten SES Astra.
1992 kam es im Juli auch zur Gründung der MGM MediaGruppe München (heute SevenOne Media), die für die Vermarktung von Werbezeiten der ProSieben-Senderfamilie zuständig war. Ein Jahr später wurden am 24. September die SZM Studios (SZM steht für SendeZentrum München, seit Juni 2004: ProSiebenSat.1 Produktion GmbH) eingeweiht. Zum Jahresende 1993 schrieb ProSieben erstmals schwarze Zahlen.

### 1994–1999: Börsengang, N24 und Programmfenster
Im Jahr 1994 startete ProSieben sein Teletext-Angebot und bekam am 24. Oktober 1994 ein neues Senderlogo. Der Umsatz betrug im genannten Jahr 1,192 Milliarden Deutsche Mark, was heute inflationsbereinigt etwa 1,041 Milliarden Euro entspricht. Der Gewinn vor Steuern lag bei 144 Millionen Deutsche Mark, beziehungsweise 126 Millionen Euro nach heutiger Währung. Am 19. Dezember 1995 wurde die ProSieben Television GmbH in die Aktiengesellschaft ProSieben Television AG (ab 1996 ProSieben Media AG, seit 2000 ProSiebenSat.1 Media AG) überführt und die Leo Kirch nahestehende Rewe Group wurde mit 41,6 Prozent Mitgesellschafter (Thomas Kirch blieb Hauptgesellschafter). 1998 hielt die Kirch Media AG 58,4 Prozent der Anteile an der ProSieben Media AG. Den Vorstandsvorsitz übernahm Georg Kofler.
1996 erhielt ProSieben eine bundesweite Sendegenehmigung und startete sein Internet-Angebot. Im selben Jahr wurden AT&TV Merchandising Concepts GmbH und Merchandising München KG aufgekauft; der Umsatz stieg auf 1,69 Milliarden Deutsche Mark an, entsprechend etwa 1,43 Milliarden Euro.
Tochtergesellschaften der ProSieben Media AG 1998 (Auswahl):
- 100 % Asta Vista, Fernseh-/Filmproduktionsgesellschaft
- 100 % Starwatch Navigation, Mediendienstleistungs-/Medienverwaltungsgesellschaft
- 100 % MGM Mediagruppe, Mediendienstleistungs-/Medienverwaltungsgesellschaft
- 100 % Agentur für Urhebernebenrechte, Mediendienstleistungs-/Medienverwaltungsgesellschaft
- 100 % Pro Sieben Business Communication, Mediendienstleistungs-/Medienverwaltungsgesellschaft
- 100 % Pro Sieben Home Entertainment, Mediendienstleistungs-/Medienverwaltungsgesellschaft
- 100 % Nachrichtenagentur ddp

In den Jahren 1997 und 1998 wurden die Werbefenster für die Schweiz (1997) und Österreich (1998) gestartet. Das österreichische ProSieben Austria bekam auch seine eigene Nachrichtensendung (ProSieben AustriaNews, vormals ProSieben Austria TopNews). Zusammen mit RTL betrieb ProSieben in der Schweiz ein gemeinsames Programmfenster namens RTL/ProSieben Schweiz, das jedoch nach nur sieben Monaten on Air im Frühjahr 2000 über Nacht geschlossen wurde. Langlebiger sind hingegen die Programmfenster in Österreich auf ProSieben Austria, Sat.1 Österreich und Kabel Eins Austria. Das österreichische Programm wird kontinuierlich ausgeweitet. In Zusammenarbeit mit dem österreichischen Sender Puls 4 wird auf den drei Sendern unter anderem das dreistündige Frühstücksfernsehen Café Puls angeboten.
Am 7. Juli 1997 ging ProSieben an die Wertpapierbörse (bei 50-facher Überzeichnung der Aktie), allerdings wurden ausschließlich stimmrechtslose Vorzugsaktien ausgegeben. Ein Jahr später erfolgte schon der Aufstieg in den MDAX. 1998 wurde außerdem in Berlin das zwölf Millionen Deutsche Mark oder 9,9 Millionen Euro teure ProSieben-Haus eingeweiht.
1999 kam es zur Gründung des Nachrichtensenders N24, der Anfang 2000 auf Sendung ging. ProSieben wollte damit dem damaligen Monopolisten im Nachrichten- und Wirtschaftsfernsehbereich n-tv (der vor allem wegen des damaligen Börsenbooms sehr populär war) Konkurrenz machen und die Senderfamilie vergrößern. Mittlerweile hat N24 einen größeren Zuschaueranteil als n-tv. 1998 übernahm ProSieben die Nachrichtenagentur ddp.
Am 19. September 1999 begann ProSieben mit der Ausstrahlung von digitalem Mehrkanalton im Dolby-Digital-Format. Empfangbar ist der Dolby-Digital-Stream über das Satelliten-System Astra im DVB-Format. Das komplette Programm wird seitdem im Dolby-Digital-2.0-Format ausgestrahlt. Spezielle Spielfilme werden in Dolby Digital 5.1 ausgestrahlt. Der erste Spielfilm im 5.1-Format auf ProSieben war Mut zur Wahrheit.
Im März des Jahres 2000 wurde die ProSieben-Tochter SevenSenses gegründet, die inzwischen zu den erfolgreichsten Kreativ-Agenturen zählt. Im Juni 2004 fusionierte sie mit den SZM Studios zur ProSiebenSat.1 Produktion GmbH.

### Seit 2000: Fusion mit Sat.1 zur ProSiebenSat.1 Media AG
Ende des Jahres 1999 brachte Thomas Kirch seine Anteile in die KirchMedia GmbH&Co KGaA seines Vaters ein, die dadurch zum Mehrheitsaktionär sowohl bei Sat.1 als auch bei der ProSieben-Gruppe wurde. Zum 1. Februar 2000 wurde der Schweizer Wirtschaftsjurist Urs Rohner zum Vorstandsvorsitzenden von ProSieben ernannt; Georg Kofler, der ProSieben seit seiner Gründung vorangestanden war, schied aus dem Unternehmen aus. Urs Rohner hatte keine Erfahrung im Fernsehgeschäft; seine Berufung hatte den Hintergrund, dass sich Leo Kirch einen Wirtschaftsanwalt als Vorstandsvorsitzenden gewünscht hatte, der die Gesellschaften von Sat.1 und ProSieben rechtlich sicher zusammenführen sollte.
Am 13. Oktober 2000, zwölf Jahre nach der Gründung von ProSieben, wurden erstmals Aktien der ProSiebenSat.1 Media AG an der Frankfurter Wertpapierbörse gehandelt. Bereits im Folgemonat November kam es zur Fusion der beiden Vermarktungsgesellschaften Mediagruppe München (ProSieben) und MEDIA 1 zur SevenOne Media. Im Zuge der Fusion wird eine ProSieben Television GmbH (neu) gegründet, diese hat allerdings nur den Betrieb des Fernsehsenders ProSieben selbst zum Zweck. Geschäftsführer der neuen ProSieben Television GmbH war seit 2000 Nicolas Paalzow.
Paalzow folgte im Mai 2004 Dejan Jočić, der im Dezember 2005 von Andreas Bartl abgelöst wurde – wobei letzterer zuvor bei kabel eins als solcher tätig gewesen war. Im Mai 2008 wurde Thilo Proff Chef des Senders, gefolgt von Jürgen Hörner (April 2011). Seit August 2012 ist Wolfgang Link Geschäftsführer von ProSieben.
Am 12. Februar 2015 ging ein neues Senderdesign on air, wobei der bisherige Slogan We love to entertain you beibehalten wurde. Als neue Schriftart wurde Campton gewählt und ersetzt damit die bisherige Schriftart NeueHelvetica Pro.

## We Love To Entertain You
We Love To Entertain You ist seit 2003 der Slogan des Senders. 2018 nahm die britische Sängerin Rita Ora den Song We Love To Entertain You You You für ProSieben auf. Im Oktober 2019 mussten Joko Winterscheidt und Klaas Heufer-Umlauf als Strafe für ihre Niederlage einer Sendung Joko & Klaas gegen ProSieben eine neue Version komponieren und aufnehmen. Die Videopremiere erfolgte in der Sendung taff am 18. Oktober 2019. Der Slogan geht auf das Wirken des ehemaligen Marketingchefs und deutschen Medienmanagers Kai Blasberg zurück.

## Marktanteile

### Ab 3-Jährige
| - 1990: 1,8 % - 1991: 3,8 % - 1992: 6,5 % - 1993: 9,2 % - 1994: 9,4 % - 1995: 9,9 % | - 1996: 9,5 % - 1997: 9,4 % - 1998: 8,7 % - 1999: 8,4 % - 2000: 8,2 % - 2001: 8,0 % | - 2002: 7,0 % - 2003: 7,0 % - 2004: 7,0 % - 2005: 6,7 % - 2006: 6,6 % - 2007: 6,5 % | - 2008: 6,6 % - 2009: 6,6 % - 2010: 6,3 % - 2011: 6,2 % - 2012: 5,9 % - 2013: 5,7 % | - 2014: 5,5 % - 2015: 5,3 % - 2016: 5,1 % - 2017: 4,5 % - 2018: 4,4 % - 2019: 4,3 % | - 2020: 4,0 % - 2021: 3,7 % - 2022: 3,3 % - 2023: 3,0 % - 2024: 2,8 % |

### 14-49-Jährige (werberelevante Zielgruppe)
| - 2001: 13,3 % - 2002: 12,0 % - 2003: 12,0 % - 2004: 12,1 % - 2005: 11,7 % - 2006: 11,6 % | - 2007: 11,7 % - 2008: 11,8 % - 2009: 11,9 % - 2010: 11,6 % - 2011: 11,7 % - 2012: 11,3 % | - 2013: 11,4 % - 2014: 11,0 % - 2015: 10,9 % - 2016: 10,4 % - 2017: 9,5 % - 2018: 9,5 % | - 2019: 9,6 % - 2020: 9,1 % - 2021: 8,7 % - 2022: 8,2 % - 2023: 7,7 % - 2024: 6,8 % |

Ermittelt werden die Marktanteile von der Arbeitsgemeinschaft Fernsehforschung und jährlich veröffentlicht auf DWDL.de. Seinen höchsten Marktanteil erzielte ProSieben 1995. Am stärksten ist ProSieben im Bereich der 14- bis 29-jährigen Zuschauer, mit durchschnittlichen Marktanteilen von bis zu 18 Prozent. Das Durchschnittsalter der Zuschauer im Jahr 2022 beträgt 44 Jahre. Damit liegt ProSieben bei den großen Privatsendern am niedrigsten.

## Programm
Seit einigen Jahren versucht sich ProSieben von seinem „Spielfilmsender-Image“ zu befreien, es wurden seit dieser Zeit zahlreiche Serien und Infotainment-Formate gestartet.
Seit 2007 wird in der Schweiz wieder ein eigenes Programmfenster ausgestrahlt, was dazu führt, dass Schweizer Zuschauer zu diesen Zeiten das reguläre Programm nicht empfangen können. Siehe: ProSieben Schweiz
2009 verbreitete ProSieben Fake News über Insektenangriffe auf Menschen und ein schnell alterndes Baby, die von ihnen als Werbung für die Serie Fringe – Grenzfälle des FBI konzipiert wurden, von der Landesmedienkommission jedoch als Jugendschutzverstoß mit einem Bußgeld von etwa 3.500 Euro belegt wurde.
Am 31. März 2021 lösten die Entertainer Joko Winterscheidt und Klaas Heufer-Umlauf ihre 15 Minuten Live-Sendezeit ein, die sie tags zuvor im Rahmen ihrer Sendung Joko & Klaas gegen ProSieben gewonnen haben. Aus den 15 Minuten wurde die knapp 7 Stunden lange Doku über den deutschen Pflegenotstand Pflege ist NichtSelbstverständlich, die zum ersten Mal im deutschen Fernsehen den Arbeitstag einer Gesundheits- und Krankenpflegerin in Echtzeit dokumentierte. Diese Sendung wurde bis 03:00 Uhr werbefrei ausgestrahlt.

„ProAcht“-Logo Anfang 2025

Vom 2. bis 8. Januar 2025 sendete der Sender temporär und ohne offizielle Umbenennung als „ProAcht“, nachdem Joko Winterscheidt und Klaas Heufer-Umlauf in der Neujahrsausgabe von Joko & Klaas gegen ProSieben gewonnen hatten. Das Logo wurde entsprechend angepasst.

## Senderlogos

Logo von Pro7 ab Sendestart 1989
Logo von ProSieben seit 24. Oktober 1994

Logos mit HD-Hinweis

Bis 12. Februar 2015
Seit 12. Februar 2015

## ProSieben HD
Am 14. Oktober 2004 wurde erstmals eine hochauflösende (HDTV) Simultanübertragung (Simulcast) der ProSieben-BBC-Coproduktion PRIDE – Das Gesetz der Savanne zusätzlich zur Standardauflösung in PAL durchgeführt. Am 26. Oktober 2005 wurde dann der Test ausgeweitet und ein permanenter Simulcast-Sender gestartet, auf dem ausgewählte Filme und Serien in nativem HDTV gezeigt wurden und die restlichen Anteile von SDTV-Auflösung auf HDTV-Auflösung hochskaliert wurden. Dieser Test sollte die High-Definition-Fähigkeit und Zukunftssicherheit für weitere Übertragungen unter Beweis stellen, jedoch wurde am 16. Februar 2008 der Test vorübergehend wieder eingestellt, da sich die HDTV-Nutzung in Deutschland nicht wie erhofft entwickelt hatte. Seit Januar 2010 sendet ProSieben wieder in HD. In Deutschland ist es über die Plattform Astra HD+, im Kabelnetz bei Pÿur, Vodafone West und Vodafone sowie über IPTV mit EWE TV-Home, SWB TV-Home, OsnaTel TV-Home, M-net TVplus, 1und1 Digital-TV, MagentaTV, und Vodafone TV gegen Gebühren empfangbar.
Von Karfreitag bis Ostermontag und an Weihnachten 2014 waren die HD-Sender der damaligen ProSiebenSat.1 Media AG unverschlüsselt empfangbar; die Verschlüsselung wurde zum Tag der deutschen Einheit, am 3. und 4. Oktober 2015 erneut aufgehoben.

## Weitere Sender
- ProSieben Fun, kostenpflichtiger Sender, seit 2012
- ProSieben Maxx, freier Spartensender, seit 2013
- ProSieben Austria, Sender für Österreich, seit 1998
- ProSieben Schweiz, Sender für die Schweiz, seit 2007